# S.O.S. Natale
S.O.S. Natale (Get Santa) è un film del 2014 scritto e diretto da Christopher Smith.

## Produzione
Il film è stato annunciato il 12 maggio 2011. Le riprese sono iniziate il 16 gennaio 2014 e si sono svolte interamente in Inghilterra, prevalentemente tra Londra e lo Yorkshire (Leeds, Wetherby, Bradford).

## Distribuzione
Il film è stato distribuito nelle sale britanniche il 5 dicembre 2014.

## Accoglienza
L'aggregatore di recensioni Rotten Tomatoes riporta un indice di gradimento pari al 79% con un punteggio medio di 6,23 su 10 basato sul parere di ventinove critici.